# 東海道駅伝
東海道駅伝（とうかいどうえきでん）は、東京都品川区の複数の小学校が参加する駅伝競走とマラソンの大会。
主催は東海道駅伝実行委員会。共催は参加校PTA。「品川宿小学校対抗東海道駅伝」および「品川宿小学校対抗東海道マラソン」の2部門が行われる。

## 参加小学校
- 品川区立品川学園
- 品川区立城南小学校
- 品川区立浅間台小学校
- 品川区立御殿山小学校
- 品川区立城南第二小学校
- 品川区立台場小学校

## 大会開催記録
1. 第1回 2009年（平成21年）11月29日
2. 第2回 2010年（平成22年）11月21日
3. 第3回 2011年（平成23年）11月27日
4. 第4回 2012年（平成24年）11月25日
5. 第5回 2013年（平成25年）11月24日
6. 第6回 2014年（平成26年）11月30日
7. 第7回 2015年（平成27年）11月29日
8. 第8回 2016年（平成28年）11月27日
9. 第9回 2017年（平成29年）11月26日
10. 第10回 2018年（平成30年）11月25日
11. 第11回 2019年（令和元年）11月24日

## 参考
- 第二回「笑顔あふれる地域イベントアワード」優秀賞受賞
- 地域ニュース品川宿116号